# 渡辺綱纜
渡辺 綱纜（渡邊 綱纜、わたなべ つなとも、1931年 - 2024年10月14日）は、日本の実業家。元宮交シティ社長。元宮崎産業経営大学教授。

## 略歴
朝鮮半島に生まれる。宮崎県立宮崎大宮高等学校、中央大学法学部卒業。1953年、宮崎交通に入社。企画宣伝課長・観光副部長・総合センター部長・常務取締役などを歴任。1987年、株式会社宮交シティ社長に就任。
2024年10月14日、老衰のため宮崎市内の病院で死去。93歳没。

## 著書
- 『アポロの泉に咲く花は エッセイ集』（皆美社、1983年）
- 『大地に絵をかく 夢とロマンの人岩切章太郎』（皆美社、1986年）
- 『翔べフェニックス見果てぬ夢の彼方へ エッセイ集』（鉱脈社、1996年）
- 『紫陽花いろの空の下で』（鉱脈社、1999年）
- 『マヤンの呟き』（鉱脈社、2005年）

## 論文・記事
- CiNii>渡辺綱纜